# Fusafjord
Koordinaten: 60° 11′ 24″ N, 5° 34′ 5″ O

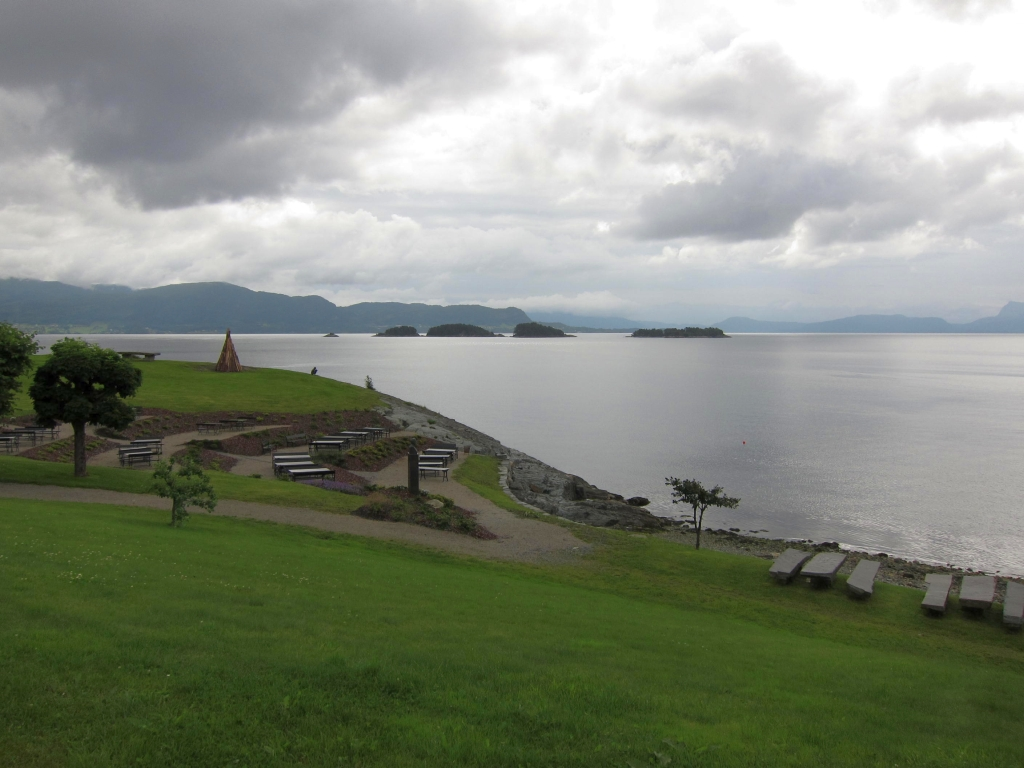
Blick vom Solstrand Hotel auf den Fusafjord

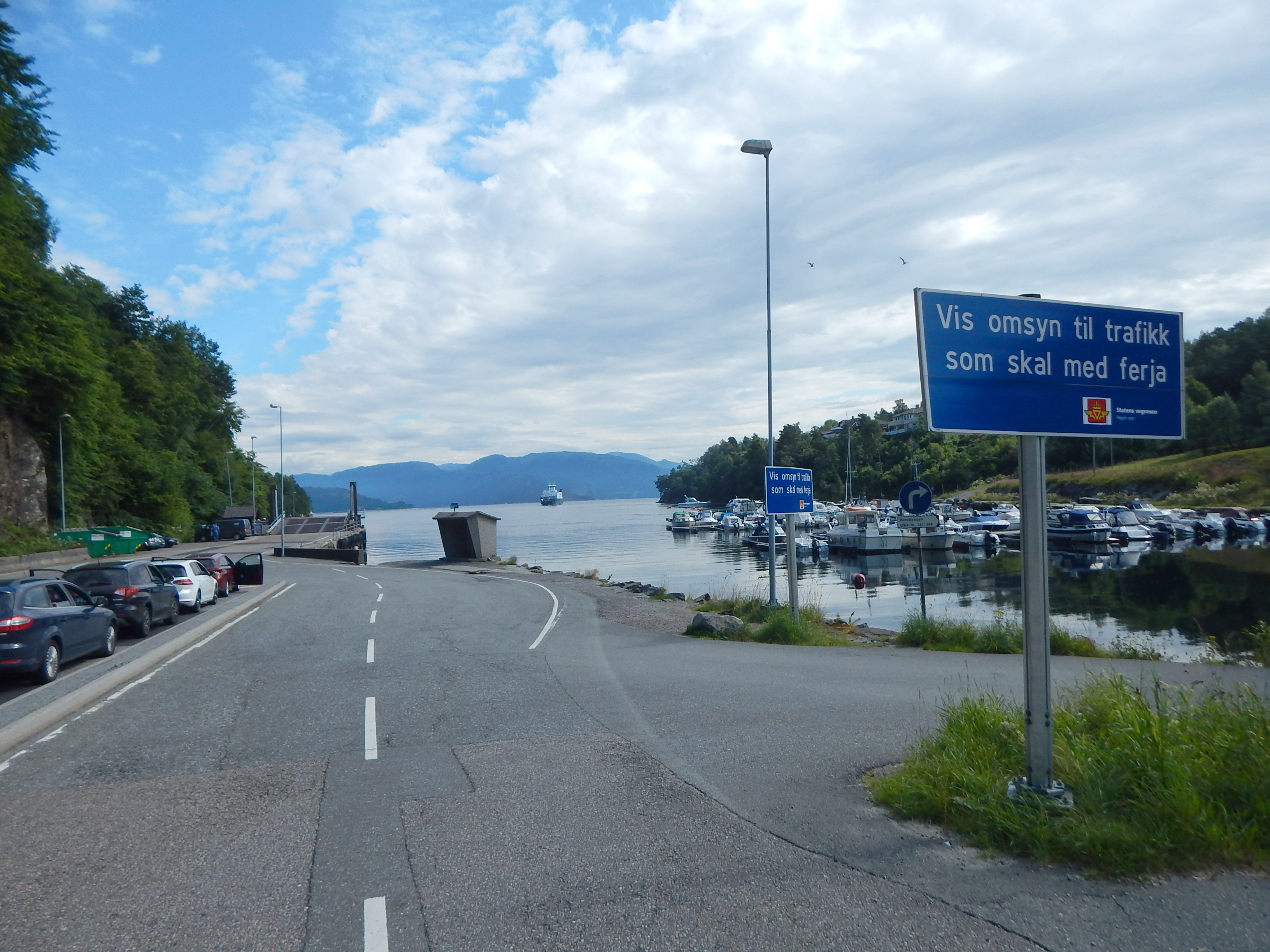
Blick vom Fähranleger in Hatvik nach Norden auf den Fusafjord und die ankommende Fähre

Der Fusafjord ist ein Fjord in der norwegischen Provinz Vestland.
Der rund 12 km lange und an seinem Beginn im Süden etwa 8 km breite Fjord zweigt südlich der Stadt Osøyro vom Bjørnafjord nach Norden ab. Er trennt die beiden im Januar 2020 zur Kommune Bjørnafjorden vereinigten vorherigen Kommunen Os und Fusa voneinander. Die im Verlauf der Provinzstraße 552 betriebene Autofähre von der Bucht von Hatvik am Westufer nach Venjaneset am Ostufer des Fjords verbindet die beiden Gemeindeteile und braucht 12 Minuten zum Überqueren des Fjords an seiner schmalsten Stelle.
Im Norden teilt sich der Fjord in drei Arme, den nach Norden führenden 23 km langen Samnangerfjord, den nur rund 4 km langen und nach Nordnordosten verlaufenden Ådlandsfjord und den etwa 5 km langen Eikelandsfjord, der nach Osten verläuft.